# Philippe Forquet
Philippe Forquet, visconte de Dorme (Parigi, 27 settembre 1940 – San Quintino, 18 febbraio 2020), è stato un attore francese.

## Filmografia

### Cinema
- La menace, regia di Gérard Oury (1961)
- L'affare Nina B. (L'Affaire Nina B.), regia di Robert Siodmak (1961)
- Les nouveaux aristocrates, regia di Francis Rigaud (1961)
- A House of Sand, regia di Robert Darin (1962)
- La scelta di Davy (Ton ombre est la mienne), regia di André Michel (1963)
- Amore alla francese (In the French Style), regia di Robert Parrish (1963)
- Prendila è mia (Take Her, She's Mine), regia di Henry Koster (1963)
- Il 13º uomo (Un homme de trop), regia di Costa-Gavras (1967)
- Egy szerelem három éjszakája, regia di György Révész (1967)
- Camille 2000, regia di Radley Metzger (1969)
- Waterloo, regia di Sergej Fëdorovič Bondarčuk (1970)
- Impossible... pas français, regia di Robert Lamoureux (1974)
- La situation est grave... mais pas désespérée, regia di Jacques Besnard (1976)

### Televisione
- The Crisis – serie TV, 1 episodio (1964)
- Le miroir à trois faces: Louise, regia di Jean Bertho – film TV (1967)
- Thibaud, il cavaliere bianco (Thibaud) – serie TV, 1 episodio (1968)
- To Die in Paris, regia di Charles S. Dubin e Allen Reisner – film TV (1968)
- Matt Lincoln – serie TV, 1 episodio (1970)
- Giovani ribelli (The Young Rebels) – serie TV, 14 episodi (1970-1971)
- Le neveu d'Amérique – serie TV (1973)
- Paul e Virginie – serie TV (1974)
- L'inspecteur mène l'enquête – serie TV, 3 episodi (1976)
- Recherche dans l'intérêt des familles – serie TV, 1 episodio (1977)
- Le mutant, regia di Bernard Toublanc-Michel – miniserie TV, 2 episodi (1978)

## Riconoscimenti
- 1964 – Laurel Awards[2]
  - Candidatura Top Male New Face